# Station Sokółka
Station Sokółka is een spoorwegstation in de Poolse plaats Sokółka.